# Lisagrund
Lisagrund är en ö nära Kirjais i Nagu,  Finland. Den ligger i Skärgårdshavet i Pargas stad i den ekonomiska regionen  Åboland i landskapet Egentliga Finland, i den sydvästra delen av landet. Ön ligger omkring 3 kilometer nordost om Kirjais, 7 kilometer sydost om Nagu kyrka, 36 kilometer söder om Åbo och omkring 160 kilometer väster om Helsingfors. Närmaste allmänna förbindelse är förbindelsebryggan vid Kirjais som trafikeras av M/S Nordep och M/S Cheri.
Öns area är 1,2 hektar och dess största längd är 210 meter i öst-västlig riktning.